# Vivian Segnini
Vivian Segnini (* 3. Januar 1989 in São Carlos) ist eine ehemalige brasilianische Tennisspielerin.

## Karriere
Vivian Segnini spielte hauptsächlich Turniere auf der ITF Women’s World Tennis Tour, bei der sie einen Einzel- und fünf Doppeltitel gewann.
Daneben spielte sie 2009 und 2012 für die brasilianische Fed-Cup-Mannschaft.
2019 wurde Segnini Cheftrainerin der Damentennismannschaft der Winthrop University, wo sie bereits von 2013 bis 2018 als Assistenztrainerin arbeitete. Ab 2020 ist sie als Cheftrainerin der Virginia Commonwealth University tätig.

## Turniersiege

### Einzel
| Nr. | Datum         | Turnier   | Kategorie   | Belag     | Finalgegnerin      | Ergebnis  |
| --- | ------------- | --------- | ----------- | --------- | ------------------ | --------- |
| 1.  | 20. Juli 2008 | Cartagena | ITF $10.000 | Hartplatz | Marina Giral Lores | 7:68, 6:2 |

### Doppel
| Nr. | Datum             | Turnier          | Kategorie   | Belag     | Partnerin            | Finalgegnerinnen                             | Ergebnis         |
| --- | ----------------- | ---------------- | ----------- | --------- | -------------------- | -------------------------------------------- | ---------------- |
| 1.  | 1. August 2009    | Campos do Jordão | ITF $25.000 | Hartplatz | Larissa Carvalho     | Monique Albuquerque Paula Cristina Gonçalves | 3:6, 6:1, [10:7] |
| 2.  | 6. September 2009 | Celaya           | ITF $10.000 | Sand      | Julia Cohen          | Anastasia Kharchenko Nathalia Rossi          | 6:1, 6:4         |
| 3.  | 16. Oktober 2010  | São Paulo        | ITF $10.000 | Sand      | Monique Albuquerque  | Nathália Rossi Barbara Rush                  | 6:4, 6:4         |
| 4.  | 23. Oktober 2010  | Santa Maria      | ITF $10.000 | Sand      | Verónica Cepede Royg | Natasha Lotuffo Roxane Vaisemberg            | ohne Spiel       |
| 5.  | 30. Oktober 2010  | Itu              | ITF $10.000 | Sand      | Gabriela Cé          | Flávia Dechandt Araújo Carla Forte           | 6:0, 6:4         |